# Children’s Literature Legacy Award
Der Children’s Literature Legacy Award wird von der amerikanischen Vereinigung für Kinder-Bibliotheksdienst an Autoren und Illustratoren verliehen, die einen großen Beitrag zur Kinderliteratur geleistet haben („The Children's Literature Legacy Award honors an author or illustrator whose books, published in the United States, have made, over a period of years, a significant and lasting contribution to children's literature through books that demonstrate integrity and respect for all children's lives and experiences“). Bis zum Juni 2018 lautete der Name des Preises Laura Ingalls Wilder Award.

## Preisträger
- 1954 Laura Ingalls Wilder
- 1960 Clara Ingram Judson
- 1965 Ruth Sawyer
- 1970 Elwyn Brooks White
- 1975 Beverly Cleary
- 1980 Dr. Seuss
- 1983 Maurice Sendak
- 1986 Jean Fritz
- 1989 Elizabeth George Speare
- 1992 Marcia Brown
- 1995 Virginia Hamilton
- 1998 Russell Freedman
- 2001 Milton Meltzer
- 2003 Eric Carle
- 2005 Laurence Yep
- 2007 James Marshall
- 2009 Ashley Bryan
- 2011 Tomie dePaola
- 2013 Katherine Paterson
- 2015 Donald Crews
- 2016 Jerry Pinkney
- 2017 Nikki Grimes
- 2018 Jacqueline Woodson
- 2019 Walter Dean Myers (postum)
- 2020 Kevin Henkes
- 2021 Mildred D. Taylor
- 2022 Grace Lin
- 2023 James E. Ransome